# Джо Р. Лансдейл
Джо Р. Лансдейл (на английски: Joe R. Lansdale) е американски сценарист и писател на произведения в жанра криминален роман, фентъзи, научна фантастика, хорър, трилър и юношески приключенски роман. Писал е и под псевдонима Рей Слатър (Ray Slater). Той е също майстор на бойни изкуства, основател, собственик на школа и инструктор по бойни изкуства.

## Биография и творчество
Джо Ричард Харолд Лансдейл е роден на 28 октомври 1951 г. в Глейдуотър, Тексас, САЩ, в семейството на Елси Би и Рета Лансдейл, механик и продавачка. Като дете семейството му се премества в Накодочес. Още девет годишен започва да пише кратки статии за вестни вестници. Учи от баща си бокс и борба, а по-късно жиу-жицу и джудо, за да се защитава от тормоз в училище. След гимназията учи в Колежа „Тайлър“ (1970-71), Университета на Тексас в Остин (1971-72), и в Държавния университет в Остин (1973, 1975-1976). Тренира карате и работи като карате инструктор. Публикува първия си разказ през 1972 г.
На 25 юни 1970 г. се жени за Каси Елис. Развеждат се през 1972 г. На 25 август 1973 г. се жени за Карън Ан Мортън. Имат син и дъщеря – Кийт Джордан и Кейси Джоан.
В периода 1973-75 г. работи като транспортен диспечер в „Goodwill Industries“. След дипломирането си работи в университета в Накодочес като настойник.
Първият му роман „Act of Love“ е публикуван през 1981 г. След него той напуска работата си и се посвещава на писателската си кариера.
Ранните му романи са уестърни, в които често се намесват фантастични елементи.
Голяма част от следващите му произведения са криминални романи и трилъри, в които има много черен хумор. Това особено личи в поредицата му „Хеп Колинс и Ленърд Пайн“ започната през 1990 г., в която главните герои са бял и черен детективи.
Историческият му криминален роман му „The Bottoms“ (Влажните зони) разказва за случай в Тексас на убити от Ку Клукс Клан черни жени, за което е обвинен и линчуван негър. Книгата е удостоена с наградата „Едгар“ за най-добър криминален роман.
Друга голяма част от творчеството му са хорърите, за които получава шест награди „Брам Стокър“. Става един от основателите на течението в хорър жанра – сплатърпънк.
През 2007 г. е удостоен с отличието Голям майстор на световния хорър, а през 2015 г. е удостоен с наградата „Реймънд Чандлър“ за цялостното си творчество.
Член е на Асоциацията на писателите на хоръри на Америка, като в периода 1987–1988 г. е бил неин вицепрезидент. Член е и на Асоциацията на писателите на уестърни на Америка.
Заедно с писателската си кариера продължава да тренира бойни изкуства в Сан Франциско – таекуондо, шотокан, муай тай и кунг фу. Създава свой собствен стил наречен „Маверик Кенпо“, като за кратко основа собствено училище. В началото на 90-те учи айкидо при Матсуказе Будо. През 1996 г. слива собствения си стил с айкидото и прави друг наречен „Шен Чуан“ (Юмрук на духа) и създава своя собствена школа, в която преподава.
Джо Р. Лансдейл живее със семейството си в Накодочес, Тексас.

## Произведения

### Самостоятелни романи
- Act of Love (1981)
- Dead in the West (1983)
- The Nightrunners (1983)
- Texas Night Riders (1983)
- The Magic Wagon (1986)
- Cold in July (1989)
- Drive-By (1993) – с Гари Джиани
- Jonah Hex: Two Gun Mojo (1994)
- The Boar (1998)
- Freezer Burn (1999)
- Blood Dance (2000)
- The Bottoms (2000) – награда „Едгар“ за най-добър роман
- The Big Blow (2000)
- A Fine Dark Line (2002)
- Bubba Ho-Tep (2003)
- Sunset and Sawdust (2004)
- Lost Echoes (2007)
- The Shadows Kith and Kin (2007)
- The God of the Razor (2007)
- Leather Maiden (2008)
- All the Earth, Thrown to the Sky (2011)
- Edge of Dark Water (2012)
Бряг край мътни води, изд.: Изток-Запад, София (2014), прев. Лидия Цекова
- Trapped in the Saturday Matinee (2012)
- The Thicket (2013)
- Deadman's Crossing (2013)
- Crawling Sky (2013) – с Брайън Денам и Кийт Лансдейл
- Paradise Sky (2015)
- Fender Lizards (2015)
- Hell's Bounty (2016) – с Джон Л. Лансдейл

### Серия „Драйв-ин“ (Drive-In)
1. The Drive-In (1988) – номинация за световна награда за фентъзи
2. Not Just One of Them Sequels (1989)
3. The Bus Tour (2013)

### Серия „Хеп Колинс и Ленърд Пайн“ (Hap Collins and Leonard Pine)
1. Savage Season (1990)
2. Mucho Mojo (1994)
3. The Two-Bear Mambo (1995)
4. Bad Chili (1997)
5. Rumble Tumble (1998)
6. Captains Outrageous (2001)
7. Vanilla Ride (2009)
8. Devil Red (2011)
9. Hyenas (2011)
10. Dead Aim (2013)
11. Honky Tonk Samurai (2016)
12. Rusty Puppy (2017)
13. Jackrabbit Smile (2018)
14. The Elephant of Surprise (2019)

### Серия „Лансдейл“ (Lost Lansdale)
1. Something Lumber This Way Comes (1999)
2. Waltz of Shadows (1999)

### Серия „Нед Тюлена“ (Ned the Seal)
1. Zeppelins West (2001)
2. Flaming London (2005)
3. Flaming Zeppelins (2010)

### Серия „Жив или мъртъв“ (M.I.A. Hunter) – съсСтивън Мерц
1. Hanoi Deathgrip (2016)
2. Mountain Massacre (2016)
3. Saigon Slaughter (2016)

### Участие в общи серии с други писатели

#### Серия „Батман“ (Batman)
- Captured by the Engines (1991)
Батман: В плен на моторите, изд.: Одисей-В, София (1992), прев. Йосиф Леви
- Terror on the High Skies (1992)

от серията има още 213 романа от различни автори

#### Серия „Тарзан 2“ (Tarzan 2) – сЕдгар Бъроуз
- The Lost Adventure (1995)

от серията има още 2 романа от различни автори

#### Серия „30 нощи“ (30 Days of Night)
- Night, Again (2011)

от серията има още 8 романа от различни автори

### Новели
- Christmas with the Dead (2010)
- Dread Island (2011)
- Incident On and Off a Mountain Road (2011)
- That Hellbound Train (2011) – с Робърт Блох и Джон Л. Лансдейл
- Tight Little Stitches in a Dead Man's Back (2011)
- In Waders from Mars (2012) – с Карън Лансдейл и Кийт Лансдейл
- The Ape Man's Brother (2012)
- Bullets and Fire (2013)
- Hot in December (2013)
- A Bone Dead Sadness (2014)
- Black Hat Jack (2014)
- Prisoner 489 (2014)
- Man With Two Lives (2018)

### Разкази
- The Dump (1981)
- Mummy Buyer (1981)
- The White Rabbit (1981)
- Chompers (1982)
- Fish Night (1982)
- By the Hair of the Head (1983)
- Personality Problem (1983)
- A Change of Lifestyle (1984) – с Карън Лансдейл
- Down By the Sea Near the Great Big Rock (1984)
- On a Dark October (1984)
- Bestsellers Guaranteed (1985)
- Duck Hunt (1986)
- The Shaggy House (1986)
- Tight Little Stitches in a Dead Man's Back (1986)
- Boo, Yourself (1987)
- Dog, Cat, and Baby (1987)
- The Fat Man (1987)
- The God of the Razor (1987)
- My Dead Dog, Bobby (1987)
- By Bizarre Hands (1988)
- Night They Missed the Horror Show (1988)
- Bram Stoker
- Not from Detroit (1988)
- Bob the Dinosaur Goes to Disneyland (1989)
- The Job (1989)
- On the Far Side of the Cadillac Desert with Dead Folks (1989) – награда „Брам Стокър“
- Bram Stoker
- Pentecostal Punk Rock (1989)
- The Steel Valentine (1989)
- Subway Jack (1989)
- Bar Talk (1990)
- Belly Laugh, or The Joker's Trick or Treat (1990)
- Incident On and Off a Mountain Road (1991)
- Love Doll: A Fable (1991)
- The Phone Woman (1991)
- The Events Concerning a Nude Fold-Out Found in a Harlequin Romance (1992) – награда „Брам Стокър“
- Buba Ho-tep (1994)
- Bubba Ho-Tep (1994)
- The Companion (1995) – с Кийт и Кейси Лансдейл
- (with Keith and Kasey Jo Lansdale)
- Master of Misery (1995)
- The Big Blow (1997) – награда „Брам Стокър“
- Mad Dog Summer (1999) – награда „Брам Стокър“

### Екранизации
- 1992 – 1995 Батман: Анимационният сериал – ТВ сериал, 2 епизода
- 1997 The Job – кратък филм
- 1997 Супермен: Анимационният сериал – ТВ сериал, 1 епизод
- 1998 Новите приключения на Батман – ТВ сериал, 1 епизод
- 2002 Bubba Ho-Tep – история
- 2005 Masters of Horror – ТВ сериал, 1 епизод по „Incident on and Off a Mountain Road“
- 2008 Chompers – кратък филм, история
- 2010 DC Showcase: Jonah Hex – сценарий
- 2010 DC Showcase Original Shorts Collection – по част от „Jonah Hex“
- 2012 Christmas with the Dead – история
- 2013 Una serata tra amici – кратък филм
- 2014 Cold in July – по романа
- 2014 Son of Batman – сценарий
- 2014 Creepers
- 2014 By the Hair of the Head – кратък филм, по разказа
- 2014 Bar Talk – кратък филм, история
- 2015 Hit Call – кратък филм, история
- 2016 Hap and Leonard – ТВ сериал, 6 епизода по поредицата
- Savage Season – в разработка
- The Thicket – в разработка